# Caccobius sordidus
Caccobius sordidus är en skalbaggsart som beskrevs av Edgar von Harold 1886. Caccobius sordidus ingår i släktet Caccobius och familjen bladhorningar. Inga underarter finns listade.